# Melanella lubrica
Melanella lubrica är en snäckart som först beskrevs av Monterosato 1890.  Melanella lubrica ingår i släktet Melanella, och familjen Eulimidae. Arten är reproducerande i Sverige.